# Maria Borodakova
Maria Vladimirovna Borodakova (en russe : Мария Владимировна Бородакова) est une ancienne joueuse de volley-ball russe née le 8 mars 1986 à Gorki. Elle mesure 1,90 m et jouait au poste de centrale. Elle a totalisé 79 sélections en équipe de Russie. Elle a terminé sa carrière en mai 2016.

## Clubs
| Club                | De        | À         |
| ------------------- | --------- | --------- |
| Stinol Lipetsk      | 2001-2002 | 2003-2004 |
| Dinamo Moscou       | 2004-2005 | 2008-2009 |
| Eczacıbaşı İstanbul | 2009-2010 | 2009-2010 |
| Dinamo Kazan        | 2010-2011 | 2015-2016 |

## Palmarès

### Équipe nationale
- Championnat du monde
  - Vainqueur : 2006, 2010
- Grand Prix mondial
  - Finaliste : 2006, 2009.

### Clubs
- Championnat de Russie
  - Vainqueur : 2006, 2007, 2009, 2011, 2012, 2013, 2014, 2015.
- Coupe de Russie
  - Vainqueur : 2009, 2010, 2012.
  - Finaliste : 2013, 2015.
- Ligue des champions
  - Vainqueur : 2014.
- Championnat du monde des clubs
  - Vainqueur : 2014.
- Top Teams Cup
  - Finaliste : 2006.

### Distinctions individuelles
- Coupe de la Top Teams 2005-2006: Meilleure contreuse.
- Ligue des Champions de volley-ball féminin 2011-2012: Meilleure contreuse.